# De kwakende queen
De kwakende queen is een stripverhaal uit de reeks van Suske en Wiske, dat uit werd gegeven op 24 januari 2011.

## Personages
In dit verhaal spelen de volgende personages mee:
- Suske, Wiske, tante Sidonia, Lambik, Jerom, professor Barabas, Dokter Van Dienst, presentator, Maestro Magico, Spiritzo, Geronimous Jabbertalk (voorvader van Barabas), George Beagle (chief inspector van Scotland Yard), publiek, politieagent, hofmeester Sourire, koningin Victoria, foot guard, doktoren, portier, mister Moneypenny, Jules Verne.

## Locaties
Dit verhaal speelt zich af op de volgende locaties:
- België, Brussel, Wetenschappelijk Congrescentrum, het huis van professor Barabas, Londen, Vicotoria & Albert museum - wetenschappelijk congrescentrum, Theems, huis en laboratorium van Jabbertalk, theater, hoofdbureau van politie in Bow Street, Buckingham Palace,  de rookeries (armenwijken), riool, de Big Ben van Westminster Palace, Northumberland Avenue, metrostation, metro, St. Bruno hospital, hondenasiel.

## Uitvindingen
In dit verhaal spelen de volgende uitvindingen van Professor Barabas mee:
- de hypnomachine, de teletijdmachine, de teletijdfoon.

## Het verhaal
Tijdens de spectaculaire uitvindersbeurs vertelt Dokter Van Dienst over zijn uitvindingen, de superslaappil en de optische pil. De laatste pil is bedoeld voor slechtziende mensen om weer goed te kunnen zien zonder een bril te dragen. Hij valt in slaap als hij tijdens een demonstratie van de pillen door z`n slechte zicht per ongeluk zijn superslaappil inneemt in plaats van de optische pil en wordt afgevoerd. Professor Barabas vertelt vervolgens over zijn hypnomachine, waarmee hij het gedrag van mensen kan controleren, waarmee hij ook een demonstratie geeft met Lambik als proefkonijn. Het is een verbeterde versie van de uitvinding van zijn voorvader Geronimous Jabbertalk. Later komt Maestro Magico bij het huis van professor Barabas(hij zat in de zaal tijdens de demonstratie van de hypnomachine) en vertelt dat zijn voorvader Spiritzo de voorvader van Barabas gekend heeft en tijdens een seance gehoord heeft dat hij hulp zoekt. Maestro Magico roept de voorvader van Barabas op. In 1887 werd hij beschuldigd koningin Victoria beledigd te hebben en een geldbedrag gestolen te hebben, hij werd gearresteerd door George Beagle. Hij kon naar het vasteland van Europa ontsnappen en nam de naam Barabas aan. Beagle verdween later en de ziel van Jabbertalk vindt geen rust, omdat hij denkt verantwoordelijk te zijn. Geronimous vraagt professor Barabas zijn naam te zuiveren. Hierna vertrekt Maestro Magico weer.
Professor Barabas waarschuwt daarna snel zijn vrienden en flitst ze naar het verleden. Ze komen bij de spectaculaire uitvindersbeurs 1887 in Londen terecht. De vrienden zien hoe inspecteur Beagle een handtekening van Jabbertalk vraagt en een discussie tussen Spiritzo en Jabbertalk ontstaat. Jabbertalk gelooft in wetenschap en Spiritzo gelooft dat machines schadelijk zijn. De vrienden vertellen Jabbertalk over de reden van hun bezoek en gaan mee naar zijn woning, waar ze blijven logeren. Jabbertalk gaat met de vrienden naar een voorstelling van Spiritzo en zien hoe een vrouw in trance wordt gebracht. Jabbertalk roept dat er geen sprake is van hypnose en de vrijwilligster reageert boos, waarna het publiek ook door krijgt dat ze voor de gek gehouden worden. De volgende dag ontwaken de vrienden pas laat, er is slaapgas in de woning van Jabbertalk gebruikt. De onderzeeër is gestolen en de vrienden besluiten op onderzoek te gaan. Tante Sidonia zal gaan werken in het paleis van de koningin. Jerom en Lambik solliciteren bij de politie en Suske en Wiske zullen als straatkinderen op onderzoek gaan.
Jerobby en Lambobby besturen de koets van inspector Beagle en Suske en Wiske zien hoe een foot guard ontslagen wordt, nadat een raam is ingegooid. Ze zien Spiritzo, maar worden ook door hem gezien zonder dat ze dit doorhebben. Tante Sidonia ontdekt dat de koningin erg vreemd doet, ze lijkt op een eend en de doktoren denken dat ze gehypnotiseerd is. De vrienden komen bijeen en bespreken de dingen, dan blijkt de hypnomachine verdwenen te zijn. Dat zou betekenen dat de koningin hiermee moest zijn gehypnotiseerd. Suske en Wiske vermoeden dat hiervoor het raam van het paleis is ingegooid. Jabbertalk meldt de diefstal bij de politie en wordt naar het paleis gebracht. De antenne van de hypnomachine blijkt inderdaad in de diadeem van de koningin verstopt te zijn, maar deze kan niet verwijderd worden. In het paleis is een dreigbrief binnengekomen. Er wordt één miljoen pond losgeld gevraagd en dit moet in een tas aan de voet van de Big Ben geplaatst worden, anders zal de koningin sterven. Suske en Wiske volgen Spiritzo en komen via de rookeries en een riool bij de Theems terecht. Spiritzo waarschuwt dat ze hem met rust moeten laten.
Het geld wordt van de bank gehaald en de hofmeester is verrukt met dit grote bedrag aan bankbiljetten. De politie moet het losgeld naar de voet van de Big Ben brengen. Degene die het losgeld haalt kan ontsnappen en Suske en Wiske achtervolgen hem op de stoomscooter van Jabbertalk. De persoon vlucht op een melkkar en gooit de melkbussen naar Suske en Wiske, waardoor ze in een fontein terechtkomen. De dader kan ontkomen en Beagle komt later ook bij de vrienden terecht. Suske en Wiske gaan naar de rivier en onderzoeken een boot, maar dan komt Spiritzo daar ook en maakt de kinderen onderdeel van zijn plan. Jabbertalk wil vingerafdrukken van de dreigbrief onderzoeken, maar die blijken identiek te zijn aan zijn eigen vingerafdruk. 
Beagle onderzoekt het laboratorium en vindt de hypnomachine. Daarna wordt Jabbertalk gearresteerd. Beagle vertelt dat hij niet wil dat zijn uitvindingen verloren gaan en biedt hem een kans om te ontsnappen. Hij zegt dat Jabbertalk hem moet neerslaan en naar Europa moet vluchten. Jerom en Lambik zien Jabbertalk rennen en brengen Beagle naar het ziekenhuis in de veronderstelling dat Jabbertalk toch de dader moet zijn. Daarna komen ze in het paleis en Beagle wordt oneervol ontslagen. Tante Sidonia neemt dan ook ontslag en neemt contact op met professor Barabas met de teletijdfoon. Die vertelt dat Suske een noodoproep heeft gedaan. Jabbertalk komt bij zijn vliegmachine, maar Spiritzo houdt hem tegen. Suske en Wiske hebben het kistje met geld en ontmaskeren Beagle op een boot aan de Theems. Deze boot blijkt de gestolen duikboot van Jabbertalk te zijn.
Beagle vertelt dat hij met de duikboot naar een exotisch paradijs wil vluchten. Hij wil een briefje achterlaten waarin hij meldt dat hij zelfmoord pleegt, omdat hij niet met de schande van zijn ontslag kan omgaan. Jabbertalk, Lambik en Jerom komen in een helikopter en Jabbertalk vertelt dat Spiritzo hem heeft gestuurd. Beagle ontkomt in de duikboot, maar Suske is al aan boord en slaat de hypnomachine stuk. De koningin komt eindelijk uit haar trance, maar dan overmeestert Beagle Suske. De moderne hypnomachine wordt door professor Barabas overgeflitst en de vrienden geven Beagle een koekje van eigen deeg door hem als een hondje te laten rondlopen. Hiervoor heeft Suske de zender van de hypnomachine verwerkt in zijn bril. De duikboot vaart tegen een kade en zinkt, waarna Jerom de duikboot uit het water haalt. De vrienden worden uitgenodigd op het paleis en Spiritzo vertelt dat Beagle ooit de handtekening van Jabbertalk vroeg(dit zagen de vrienden op de uitvindersbeurs nadat ze naar het Londen van 1887 waren geflitst). Op deze manier kwam hij aan de vingerafdruk. Op het papier waarop Jabbertalk zijn handtekening zette, schreef hij vervolgens de dreigbrief, waardoor Jabbertalk ten onrechte werd beschuldigd van de belediging van de koningin en het stelen van het geld. De koningin benoemt haar hofmeester tot Sir en de zaak wordt voor altijd in de doofpot gestopt. De vrienden worden uitgenodigd voor de internationale uitvindersbeurs in Brussel. Jabbertalk blijft hier wonen en past zijn naam aan. Jabbertalk laat de plannen voor een luchtballon die in 80 dagen om de wereld kan reizen en een duikboot die 20000 mijl onder zee kan komen. De vrienden zien hem dan praten met Jules Verne.